# Kirove, raionul Mîkolaiiv, regiunea Mîkolaiiv
Kirove (în ucraineană Кірове) este localitatea de reședință a comunei Kirove din raionul Mîkolaiiv, regiunea Mîkolaiiv, Ucraina.

## Demografie
Componența lingvistică a localității Kirove
     Ucraineană (91,09%)
     Rusă (7,72%)
     Alte limbi (1,19%)
Conform recensământului din 2001, majoritatea populației localității Kirove era vorbitoare de ucraineană (91,09%), existând în minoritate și vorbitori de rusă (7,72%).